# 세르비아 몬테네그로 여권
세르비아 몬테네그로 여권(세르비아어: Пасош Србије и Црне Горе / Pasoš Srbije i Crne Gore)은 국제 여행을 목적으로 세르비아 몬테네그로 시민에게 발급되었다. 유고슬라비아 연방공화국이 성립된 이후, 1996년 유고슬라비아 연방공화국 여권(세르비아어: Пасош Савезне Републике Југославије / Pasoš Savezne Republike Jugoslavije)이라는 이름으로 발급되기 시작하였다. 2003년, 세르비아 몬테네그로로 국명을 변경한 이후에도 여권 명칭은 변하지 않았다.

## 같이 보기
- 유고슬라비아 여권
- 몬테네그로 여권
- 세르비아 여권
- 코소보 여권